# Demijohn (Einheit)
Das oder der Demijohn, unter Seeleuten auch als Matrosenflasche zur Aufbewahrung von Getränken bekannt, war ein spanisches Branntweinmaß. Der Begriff soll seinen Ursprung vom arabischen damadschana, vom französischen dame jeane und vom italienischen damigiana haben. Es war auch eine Bezeichnung für eine große Korbflasche.
- Branntwein: 1 Demijohn = 2 ½ bis 3 Weingallonen (engl.)
- Essig: 1 Demijohn = 4 ½ bis 5 Weingallonen (engl.)[2]
- 1 Demijohn = 11,3 Liter[3][4]